# Stanislav Tarasenko
Stanislav Tarasenko (ryska: Станисалав Тарасенко), född den 27 juli 1966 i Rostov-na-Donu, är en rysk före detta friidrottare som under 1990-talet tävlade i längdhopp.
Tarasenko genombrott kom när han vid VM 1993 i Stuttgart slutade tvåa bakom Mike Powell efter ett hopp på 8,16. Han deltog även vid EM 1994 i Helsingfors där hon tog sig vidare till finalen men slutade först på en sjätte plats. 
Vid VM 1995 i Göteborg blev han utslagen redan i kvalet. Samma år noterade han emellertid sitt personliga rekord utomhus på 8,32 meter.